# 알프레드 르 푸아트뱅
알프레드 르 푸아트뱅(Alfred Le Poittevin)은 1816년 9월 29일 루앙에서 태어나서 1848년 4월 3일 라 뇌빌샹두아셀에서 사망한 프랑스의 시인이자 변호사이다.
폴 알프레드 르 푸아트뱅은 콜레주 드 루앙에서 공부를 했으며 파리 대학 법학과를 나왔다. 그는 1842년 루앙에서 변호사가 된다. 르 푸아트뱅 가(家)는 플로베르 가와 매우 가까운 사이였다. 알프레드의 아버지는 귀스타브 플로베르의 대부였고, 귀스타브의 아버지는 알프레드의 대부였다. 귀스타브 플로베르보다 5살 많았던 르 푸아트뱅은 플로베르와 매우 친하게 지냈고, 루이 부이예를 만나기 이전 그의 첫 절친이었다. (플로베르의 작품 <어느 광인의 회고록>les Mémoires d'un fou는 그에게 헌정되었다.)
알프레드 르 푸아트뱅은 1846년 7월 6일 루이즈 드 모파상 (귀스타브 드 모파상의 누이)와 결혼한다. 알프레드의 누이 로르 (1821년 9월 28일 루앙 - 1903년 12월 8일 니르)는 1846년 11월 9일 루앙에서 처남 귀스타브 드 모파상과 결혼한다. 로르와 귀스타브는 훗날 기 드 모파상의 부모가 된다. 즉, 알프레드는 기 드 모파상의 삼촌이자 고모부이다.
알프레드 르 푸아트뱅의 아들 루이 르 푸아트뱅 (1847-1909)는 1877년부터 살롱 전시전에 참가한 화가이다. 그는 기 드 모파상의 절친이 된다.
알프레드 르 푸아트뱅은 여러 작품들을 남겼으나, 그의 저술은 1909년과 1924년에야 플로베르 전문가 르네 데샤르므에 의하여 출간되었으며, 출간된 저서는 이것이 유일하다.